# Wacław Potuczek
Wacław (Wenzel) Potuczek – c.k. urzędnik, pierwszy starosta powiatu wielickiego od 1867 do 1872.
Był żonaty z Honoratą z Hnatków (ur. 1829 w Jaśle), ojciec inżyniera, generała-majora C.K. Armii Franciszka (ur. 1855) oraz Wacława (ur. 1858), inspektora kolejowego.
Kawaler papieskiego Orderu Świętego Grzegorza Wielkiego.